# Шкофлє (Іванчна Гориця)
Шкофлє (словен. Škoflje) — поселення в общині Іванчна Гориця, Осреднєсловенський регіон, Словенія. Висота над рівнем моря: 325,3 м.